# Sous-ministre
Au Canada, un sous-ministre est un haut fonctionnaire qui relève directement du ministre et qui a la charge de l'administration quotidienne du ministère qui lui est confié. Ce titre est utilisé au sein du gouvernement fédéral ainsi que dans les gouvernements provinciaux et territoriaux. Le titre équivalent en anglais est deputy minister. Le sous-ministre en titre est ordinairement assisté par des sous-ministres adjoints qui sont responsables d'un secteur du ministère. Le sous-ministre le plus important au gouvernement fédéral est le greffier du conseil privé qui sert comme sous-ministre pour le premier ministre.
Certains dirigeants d'organismes gouvernementaux peuvent avoir le rang de sous-ministre tout en ayant un autre titre tel que président, secrétaire-général, etc.
Le titre équivalent dans l'administration gouvernementale française est celui de secrétaire général d'un ministère.